# Кожеед Фриша
Кожеед Фриша (лат. Dermestes frischi) — вид жуков из семейства кожеедов.

## Описание
Чёрные и чёрно-бурые жуки длиной 6-10 мм. На боках переднеспинки имеется широкая полоса из белых волосков, и более узкой полосой волосков на её переднем крае. Надкрылья в чёрных волосках. Низ тела в белых волосках. Бока с 2 по 4 стернит брюшка с чёрным пятном. У самок четвёртый стернит брюшка по центру с пучком торчащих волосков.

## Биология
Развивается в трупах позвоночных. Самый массовый некробионтный вид степной зоны. В пустынях, помимо питания тканями трупов, личинки кожееда могут потреблять личинок и куколок двукрылых. В год развивается два-три поколения. В лабораторных условиях при температуре 30°С и влажности воздуха 90 % жизненный цикл длится около месяца. Самки откладывают до 350 яиц. Зимует на стадии имаго. Продолжительность жизни взрослых особей до 3 месяцев.
Является опасным вредителем запасов особенно в южных районах. Повреждает изделия из кожи, мяса и рыбы, сыры, коконы шелкопряда. Личинки могут повреждать упаковочные материалы из картона, мебель, деревянные конструкции.

## Распространение
Космополит. В природе встречаются в пустынных, степных и лесостепных районах Евразии и Северной Африке. С товарами завезен во многие страны мира.